# La Hoguette
La Hoguette és un municipi francès situat al departament de Calvados i a la regió de Normandia. L'any 2007 tenia 633 habitants.

## Demografia

### Població
El 2007 la població de fet de La Hoguette era de 633 persones. Hi havia 231 famílies de les quals 47 eren unipersonals (13 homes vivint sols i 34 dones vivint soles), 64 parelles sense fills, 107 parelles amb fills i 13 famílies monoparentals amb fills.
La població ha evolucionat segons el següent gràfic:
Habitants censats

### Habitatges
El 2007 hi havia 264 habitatges, 228 eren l'habitatge principal de la família, 22 eren segones residències i 14 estaven desocupats. 251 eren cases i 1 era un apartament. Dels 228 habitatges principals, 191 estaven ocupats pels seus propietaris, 29 estaven llogats i ocupats pels llogaters i 9 estaven cedits a títol gratuït; 2 tenien dues cambres, 19 en tenien tres, 56 en tenien quatre i 152 en tenien cinc o més. 172 habitatges disposaven pel capbaix d'una plaça de pàrquing. A 84 habitatges hi havia un automòbil i a 126 n'hi havia dos o més.

### Piràmide de població
La piràmide de població per edats i sexe el 2009 era:
| Homes | Edats   | Dones |
| ----- | ------- | ----- |
| 0     | 95 o +  | 0     |
| 0     | 90 a 94 | 0     |
| 8     | 85 a 89 | 4     |
| 0     | 80 a 84 | 16    |
| 8     | 75 a 79 | 4     |
| 4     | 70 a 74 | 4     |
| 0     | 65 a 69 | 8     |
| 4     | 60 a 64 | 16    |
| 28    | 55 a 59 | 24    |
| 24    | 50 a 54 | 20    |
| 24    | 45 a 49 | 16    |
| 20    | 40 a 44 | 32    |
| 24    | 35 a 39 | 12    |
| 12    | 30 a 34 | 28    |
| 12    | 25 a 29 | 8     |
| 16    | 20 a 24 | 16    |
| 24    | 15 a 19 | 28    |
| 32    | 10 a 14 | 40    |
| 28    | 5 a 9   | 24    |
| 16    | 0 a 4   | 4     |

## Economia
El 2007 la població en edat de treballar era de 411 persones, 273 eren actives i 138 eren inactives. De les 273 persones actives 254 estaven ocupades (146 homes i 108 dones) i 20 estaven aturades (10 homes i 10 dones). De les 138 persones inactives 57 estaven jubilades, 37 estaven estudiant i 44 estaven classificades com a «altres inactius».

### Ingressos
El 2009 a La Hoguette hi havia 231 unitats fiscals que integraven 684 persones, la mediana anual d'ingressos fiscals per persona era de 18.182 €.

### Activitats econòmiques
Dels 22 establiments que hi havia el 2007, 1 era d'una empresa extractiva, 1 d'una empresa de fabricació d'altres productes industrials, 6 d'empreses de construcció, 1 d'una empresa de comerç i reparació d'automòbils, 2 d'empreses de transport, 1 d'una empresa d'hostatgeria i restauració, 2 d'empreses financeres, 2 d'empreses immobiliàries, 4 d'empreses de serveis i 2 d'empreses classificades com a «altres activitats de serveis».
Dels 6 establiments de servei als particulars que hi havia el 2009, 1 era un taller de reparació d'automòbils i de material agrícola, 1 guixaire pintor, 1 lampisteria, 1 empresa de construcció i 2 agències immobiliàries.
L'any 2000 a La Hoguette hi havia 13 explotacions agrícoles que ocupaven un total de 574 hectàrees.

## Equipaments sanitaris i escolars
El 2009 hi havia una escola elemental integrada dins d'un grup escolar amb les comunes properes formant una escola dispersa.

## Poblacions més properes
El següent diagrama mostra les poblacions més properes.